# Kazuki Kaneshiro
Kazuki Kaneshiro (?, 金城 一紀, Tsujimura Mizuki; Kawaguchi, 29 ottobre 1968) è uno scrittore e sceneggiatore giapponese di origine coreana.

## Biografia
Dopo la laurea in legge all'Università Keio, ha esordito nella narrativa nel 1998 con Revolution No. 3 vincendo lo Shosetsu Gendai Prize. 
Ha raggiunto la notorietà nel 2000 con il romanzo di formazione (con echi salingeriani) parzialmente autobiografico Go, incentrato sulle vicende di Sugihara, un ragazzo zainichi che cerca d'integrarsi nella società giapponese tra discriminazione e una tormentata relazione sentimentale. Premiato lo stesso anno con il prestigioso Premio Naoki, è stato trasposto l'anno successivo in pellicola cinematografica ottenendo un riconoscimento al Palm Springs International Film Festival e l'Étoile d'or al Festival international du film de Marrakech.
In seguito ha pubblicato altri 7 romanzi fornendo il soggetto per cinema e fumetti e ha scritto sceneggiature per la televiisone.

## Opere principali

### Romanzi
- Go (2000)
- Daiwa-Hen (2003)
- Eiga-Hen (2007)
- Yabo-hen (2010)
- Kakamuri-hen (2011)

### Serie Zombie
- Revolution No. 3 (1998)
- Fly, Daddy, Fly (2003)
- SPEED (2005)
- Revolution No. 0 (2011)

## Adattamenti

### Cinema
- Go (小説), regia di Isao Yukisada (2001)
- Hana, regia di Shinichi Nishitani (2003)
- Furai, dadi, furai (フライ,ダディ,フライ), regia di Izuru Narushima (2005)
- Fly, Daddy, Fly (플라이대디), regia di Choi Jong Tae (2006)

### Televisione
- SP serie TV (2007) (creatore e sceneggiatore)
- Border serie TV (2014) (sceneggiatore)

### Manga
- Go, Milano, Hazard Edizioni, 2006 traduzione di Francesco Nicodemo ISBN 88-7502-085-X.

## Premi e riconoscimenti
- Shosetsu Gendai Prize: 1998 vincitore con Revolution No. 3
- Premio Naoki: 2000 vincitore con Go
- Television Drama Academy Award: 2014 vincitore per la sceneggiatura di Border